# Cesàrosummering
Cesàrosummering är inom matematisk analys en summeringsmetod för serier. Cesàrosummering kan användas på konvergenta serier, men kan även användas för tilldela ett värde till vissa divergenta serier. Alla serier kan dock inte summeras med Cesàros metod, exempelvis fungerar inte metoden på serier som går mot oändligheten.
Cesàrosummering är uppkallat efter den italienske matematikern Ernesto Cesàro.

## Definition
Ta en följd av komplexa tal {\displaystyle (a_{k})} och definiera serien
{\displaystyle \sum _{k=1}^{\infty }a_{k}}
och dess partiella summor
{\displaystyle s_{n}=\sum _{k=1}^{n}a_{k}.}
Följden {\displaystyle (a_{k})} kallas Cesàrosummerbar (eller summerbar i Cesàros mening) med Cesàrosumma A om
{\displaystyle \lim _{n\to \infty }{\frac {s_{1}+s_{2}+...+s_{n}}{n}}=A.}

## Exempel
Grandis serie
{\displaystyle \sum _{n=0}^{\infty }(-1)^{n}}
ger följande följd av partiella summor:
{\displaystyle 1,0,1,0,1,0,...\,}
Denna följd konvergerar uppenbarligen inte. Å andra sidan konvergerar följden av Cesàrodelsummor:
{\displaystyle {\frac {1}{1}},\,{\frac {1}{2}},\,{\frac {2}{3}},\,{\frac {2}{4}},\,{\frac {3}{5}},\,{\frac {3}{6}},\,{\frac {4}{7}},\,{\frac {4}{8}},\,\ldots ,}
och gränsen är
{\displaystyle \lim _{n\to \infty }{\frac {s_{1}+s_{2}+...+s_{n}}{n}}={\frac {1}{2}}.}

## Egenskaper
Om {\displaystyle (a_{k})} är en följd av tal sådana att deras serie konvergerar till ett tal S:
{\displaystyle \sum _{k=1}^{\infty }a_{k}=S}
så gäller att följdens Cesàrosumma är samma tal:
{\displaystyle \lim _{n\to \infty }{\frac {s_{1}+s_{2}+...+s_{n}}{n}}=S.}
Ovanstående sats har även en omvändning. Om {\displaystyle (a_{k})} definierar en summa med delsummorna {\displaystyle (s_{k})} sådan att
{\displaystyle \lim _{n\to \infty }{\frac {s_{1}+s_{2}+...+s_{n}}{n}}=S}
och det finns tal N och K sådana att
{\displaystyle |a_{n}|<{\frac {K}{n}}{\mbox{ om }}n>N}
så gäller att
{\displaystyle \sum _{k=1}^{\infty }a_{k}=S.}